# Кулеш, Иустин Иванович
Иустин Иванович Кулеш (14 июня 1899 — ?) — советский военачальник, полковник, участник Великой Отечественной войны.

## Биография
Иустин Иванович Кулеш родился 14 июня 1899 года в деревне Куписк Новогрудского района Минской губернии. В 1918 году окончил Вяземскую учительскую семинарию, после чего работал учителем в школах Пензенской и Саратовской губерний. В дальнейшем был направлен на партийную работу, а с декабря 1921 года работал инспектором в Наркомате просвещения Белорусской ССР. 
В феврале 1922 года Кулеш был призван на службу в Рабоче-Крестьянскую Красную Армию по партийной мобилизации. Служил на различных военно-политических должностях. В 1934 году окончил Военную электротехническую академию имени С. М. Будённого. Был начальником прожекторной службы 7-й отдельной бригады ПВО в Минске. В этой должности он встретил начало Великой Отечественной войны.
В начальный период войны Кулеш участвовал в обороне Минска, Смоленском сражении. Во время битвы за Москву был старшим помощником начальника 5-го отдела штаба 1-го корпуса ПВО, а затем начальником прожекторной службы управления Куйбышевского дивизионного района ПВО. С мая 1942 года командовал 30-м прожекторным полком Московского фронта ПВО, а с сентября 1943 года — 3-й зенитно-прожекторной дивизией. С августа 1944 года являлся начальником Омского зенитно-прожекторного училища.
После окончания войны продолжал службу в Советской Армии. С ноября 1946 года был начальником Управления прожекторов Дальневосточного округа ПВО. В октябре 1948 года занял должность помощника начальника Военной академии артиллерийской радиолокации в Харькове. 
В феврале 1954 года уволен в запас. 
Дальнейшая судьба не установлена.

## Награды
- Орден Ленина (6 ноября 1947 года);
- 2 ордена Красного Знамени (3 ноября 1944 года, 13 июня 1952 года);
- Орден Красной Звезды (15 июня 1943 года);
- Медаль «За оборону Москвы» и другие медали.